# Епархия Аламиноса
Епархия Аламиноса (лат. Dioecesis Alaminensis) — епархия Римско-Католической церкви с центром в городе Аламинос, Филиппины. Епархия Аламиноса входит в митрополию Лингайен-Дагупана. Кафедральным собором епархии Аламиноса является церковь святого Иосифа.

## История
12 января 1985 года Римский папа Иоанн Павел II выпустил буллу De superna animarum, которой учредил епархию Аламиноса, выделив её из apxиепархии Лингайен-Дагупана.

## Ординарии епархии
- епископ Jesus Aputen Cabrera (1985 — 2007);
- епископ Mario Mendoza Peralta (2007 — 2013) — назначен архиепископом Новой Сеговии.

## Источник
- Annuario Pontificio, Libreria Editrice Vaticana, Città del Vaticano, 2003, ISBN 88-209-7422-3
- Булла De superna animarum  (лат.)